# Saga Petersson
Saga Petersson, född 14 november 2000 i Lund,[källa behövs] är en svensk barnskådespelare. Hon spelade Saga  i SVT:s julkalender Mysteriet på Greveholm – Grevens återkomst.

## Filmografi
- 2012 – Mysteriet på Greveholm – Grevens återkomst (TV-serie)